# PRKX
PRKX (англ. Protein kinase, X-linked) – білок, який кодується однойменним геном, розташованим у людей на X-хромосомі. Довжина поліпептидного ланцюга білка становить 358 амінокислот, а молекулярна маса — 40 896.
| 10         |  | 20         |  | 30         |  | 40         |  | 50         |
| ---------- |  | ---------- |  | ---------- |  | ---------- |  | ---------- |
| MEAPGLAQAA |  | AAESDSRKVA |  | EETPDGAPAL |  | CPSPEALSPE |  | PPVYSLQDFD |
| TLATVGTGTF |  | GRVHLVKEKT |  | AKHFFALKVM |  | SIPDVIRLKQ |  | EQHVHNEKSV |
| LKEVSHPFLI |  | RLFWTWHDER |  | FLYMLMEYVP |  | GGELFSYLRN |  | RGRFSSTTGL |
| FYSAEIICAI |  | EYLHSKEIVY |  | RDLKPENILL |  | DRDGHIKLTD |  | FGFAKKLVDR |
| TWTLCGTPEY |  | LAPEVIQSKG |  | HGRAVDWWAL |  | GILIFEMLSG |  | FPPFFDDNPF |
| GIYQKILAGK |  | IDFPRHLDFH |  | VKDLIKKLLV |  | VDRTRRLGNM |  | KNGANDVKHH |
| RWFRSVDWEA |  | VPQRKLKPPI |  | VPKIAGDGDT |  | SNFETYPEND |  | WDTAAPVPQK |
| DLEIFKNF   |  |            |  |            |  |            |  |            |

A: Аланін

C: Цистеїн

D: Аспарагінова кислота

E: Глутамінова кислота

F: Фенілаланін

G: Гліцин

H: Гістидин

I: Ізолейцин

K: Лізин

L: Лейцин

M: Метіонін

N: Аспарагін

P: Пролін

Q: Глутамін

R: Аргінін

S: Серин

T: Треонін

V: Валін

W: Триптофан

Кодований геном білок за функціями належить до трансфераз, кіназ, серин/треонінових протеїнкіназ, білків розвитку, фосфопротеїнів. 
Задіяний у таких біологічних процесах, як ангіогенез, диференціація клітин, ацетилювання. 
Білок має сайт для зв'язування з АТФ, нуклеотидами. 
Локалізований у цитоплазмі, ядрі.